# Знак К. Э. Циолковского (Роскосмос)
Знак К. Э. Циолковского — ведомственный знак отличия Государственной корпорации по космической деятельности «Роскосмос».
Учреждён Приказом Государственной корпорации по космической деятельности «Роскосмос» от 29 декабря 2016 года № 302 «О знаках отличия Государственной корпорации по космической деятельности "Роскосмос"».
Знак введён взамен ведомственного знака Федерального космического агентства России — «Знак Циолковского» в ходе реформирования ведомственной наградной системы.

## История

Знак Циолковского — ведомственная награда Федерального космического агентства

Первой наградой учреждённой космическим ведомством России в честь знаменитого учёного, основоположника теоретической космонавтики Константина Эдуардовича Циолковского, стал Знак Циолковского учреждённый Приказом Росавиакосмоса от 31 января 2002 года № 12.
После преобразования в 2004 году Росавиакосмоса в Федеральное космическое агентство, 21 января 2008 года был издан новый Приказ Федерального космического агентства № 7 «О ведомственных наградах Федерального космического агентства» с Положением о знаке.
Знаки выпускались на Санкт-Петербургском монетном дворе тиражом 600 шт. Авторы знака — Андрей Забалуев и Василий Омелько.
Знак Циолковского изготавливался из нейзильбера с золочением, имел форму слегка выпуклого равноконечного креста, покрытого белой эмалью. Между концами креста — золотистый лавровый венок. В центре креста — накладной, слегка выпуклый, круглый золотистый медальон с рельефным изображением К. Э. Циолковского и надписью по окружности: «К. Э. Циолковский». Медальон покрыт синей эмалью. Расстояние между концами креста — 35 мм. На оборотной стороне креста в центре — номер знака.
Знак при помощи кольца и ушек крепился к золотистой прямоугольной колодке размером 24×31 мм. Колодка обтягивалась синей шёлковой муаровой лентой шириной 20 мм. Посередине и по краям ленты — золотистые полоски шириной 2 мм. На оборотной стороне колодки имелось приспособление для крепления к одежде — булавка.
В 2015 году Федеральное космическое агентство было упразднено. Его функции были переданы новообразованной Государственной корпорации по космической деятельности «Роскосмос».
29 декабря 2016 года, в ходе реформирования ведомственной наградной системы, Приказом Государственной корпорации по космической деятельности «Роскосмос» № 302 «О знаках отличия Государственной корпорации по космической деятельности "Роскосмос"», был учреждён новый знак отличия посвящённый К. Э. Циолковскому — Знак К. Э. Циолковского.
Новый знак отличия в основном сохранил внешний вид старого знака, но претерпел ряд изменений. В частности, был увеличен медальон, в центре белого креста, с позолоченным изображением К. Э. Циолковского. Изменениям также подверглись лента знака отличия и вид четырёхугольной колодки, получившей трапецеидальную форму.
8 февраля 2017 года, Приказом Государственной корпорации по космической деятельности «Роскосмос» № 23 «О ведомственном знаке отличия Государственной корпорации по космической деятельности "Роскосмос", дающим право на присвоение звания "Ветеран труда"» приказ Федерального космического агентства от 21 января 2008 года № 7 «О ведомственных наградах Федерального космического агентства» утратил силу. Награждение старым знаком Циолковского (Федерального космического агентства) было прекращено.

## Положение о знаке
Знак К. Э. Циолковского является нагрудным знаком отличия Госкорпорации «Роскосмос».
Награждение Знаком производится:
- за непосредственное участие и выдающиеся достижения в решении сложных научных проблем, способствующих прогрессу отечественной космонавтики;
- за многолетнюю творческую работу при проведении научных исследований в области освоения и использования космического пространства;
- за высокие результаты в области прикладной математики, а также теоретические исследования актуальных проблем освоения космического пространства.

Знаком К. Э. Циолковского награждаются работники Госкорпорации «Роскосмос», организаций Госкорпорации «Роскосмос», организаций ракетно-космической промышленности, имеющие стаж работы (государственной службы) в Госкорпорации «Роскосмос», Федеральном космическом агентстве (Российском авиационно-космическом агентстве, Российском космическом агентстве), организациях Госкорпорации «Роскосмос», организациях ракетно-космической промышленности, как правило, не менее 10 лет, в том числе на последнем месте работы не менее 5 лет, ранее награждённые одной из медалей Госкорпорации «Роскосмос».
По решению генерального директора Госкорпорации «Роскосмос» Знаком могут быть награждены иные граждане Российской Федерации за существенный вклад и активное участие в проведении фундаментальных исследований в области освоения и использования космического пространства.
Знак К. Э. Циолковского носится на правой стороне груди и располагается ниже государственных наград Российской Федерации.
Для возможности повседневного ношения предусматривается ношение лацканного варианта Знака.
Повторное награждение Знаком не производится.
В случае утраты Знака дубликат не выдается. В случае утраты удостоверения к Знаку награждённому лицу выдается копия приказа о награждении.

## Описание знака

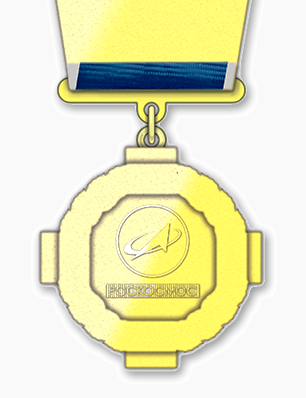
Реверс знака
К. Э. Циолковского

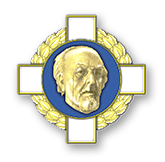
Лацканный вариант знака
К. Э. Циолковского

Знак К. Э. Циолковского изготавливается из медно-цинкового сплава марки Л90 с золочением, имеет форму равноконечного креста, покрытого белой эмалью. Крест лежит на золотом лавровом венке. В центре креста — накладной медальон, покрытый синей эмалью. По окружности медальона надпись: «К. Э. Циолковский». В центре — рельефный портрет К. Э. Циолковского золотистого цвета.
Расстояние между концами креста — 32 мм.
На оборотной стороне Знака в центре — логотип Госкорпорации «Роскосмос». Под логотипом расположен защитный растровый элемент, выполненный в виде чередующихся впадин и выступов, на боковых гранях которых выгравирован рельеф. При просмотре защитного элемента читается надпись: «РОСКОСМОС». При изменении угла зрения видны три стилизованные четырехконечные звезды.
Знак при помощи звена соединяется с колодкой трапециевидной формы размером 43 x 50 мм, изготовленной из медно-цинкового сплава марки Л90 с золочением. Колодка обтянута синей муаровой лентой шириной 24 мм. По краям ленты — серебристые полосы шириной 2 мм.
На оборотной стороне колодки имеется приспособление для крепления к одежде — булавка.
Лацканный вариант Знака изготавливается из медно-цинкового сплава марки Л90 с золочением, имеет подобные форму и изображение, что и нагрудный Знак. Расстояние между концами креста — 20 мм. Для крепления Знака к одежде используется цанговое крепление.